# إشتفان أنهالت
إشتفان أنهالت (بالمجرية: Anhalt István)‏ هو ملحن مجري، ولد في 12 أبريل 1919 في بودابست في المجر، وتوفي في 24 فبراير 2012 في كينغستون في كندا.

## وصلات خارجية
- إشتفان أنهالت على موقع ميوزك برينز (الإنجليزية)
- إشتفان أنهالت على موقع ديسكوغز (الإنجليزية)